# Calathea longibracteata
Calathea longibracteata är en strimbladsväxtart som först beskrevs av Robert Sweet, och fick sitt nu gällande namn av John Lindley. Calathea longibracteata ingår i släktet Calathea och familjen strimbladsväxter. Inga underarter finns listade.